# Ignacy Bonawentura Bońkowski

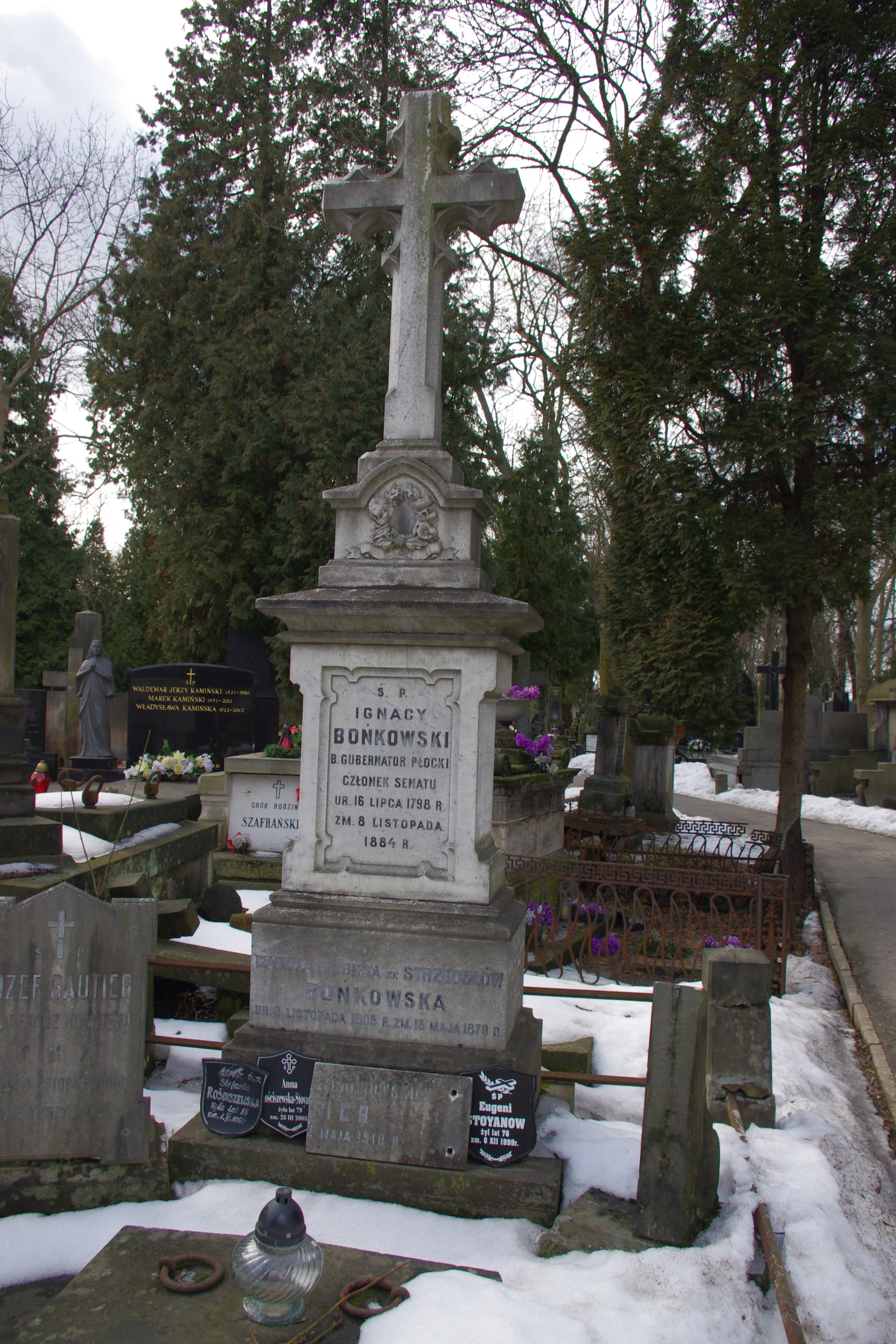
Grób gubernatora cywilnego płockiego Ignacego Bońkowskiego na cmentarzu Powązkowskim w Warszawie

Ignacy Bonawentura Bońkowski herbu Korab (ur. 16 lipca 1798, zm. 8 listopada 1884 w Warszawie) – polski prawnik, urzędnik państwowy, gubernator cywilny płocki, członek senatu, radca stanu.

## Życiorys
W 1827 był podprokuratorem Trybunału Cywilnego województwa mazowieckiego, a od 1832 do 1836 był sędzią sądu kryminalnego w Warszawie, gdzie m.in. uczestniczył w śledztwach wobec powstańców listopadowych. W latach 1836–1847 był radcą Prokuratorii Generalnej Królestwa Polskiego, a następnie prezesem Trybunału Cywilnego guberni augustowskiej w Suwałkach, a później w 1851 w guberni warszawskiej w Kaliszu, a w 1856 w Warszawie. W 1857 był wicegubernatorem cywilnym, a w latach 1860-1861 gubernatorem guberni płockiej. Członek z urzędu Towarzystwa Rolniczego w Królestwie Polskim w 1858 roku. Od 1861 do 1866 był senatorem w Warszawskich Departamentach Rządzącego Senatu.
W latach 1844-1847 był radcą Komitetu Towarzystwa Kredytowego Ziemskiego Królestwa Polskiego.
Pochowany na cmentarzu Powązkowskim w Warszawie (kwatera 33-1-1/2).